# Wayne (serie televisiva)
Wayne è una serie televisiva di umorismo nero d'azione ideata da Shawn Simmons che è stata distribuita il 16 gennaio 2019 su YouTube Premium. La serie segue un adolescente che propone di recuperare l'auto rubata del suo defunto padre ad una ragazza per cui ha una cotta.
lI 16 agosto 2019 la serie è stata cancellata. La prima stagione è stata aggiunta al catalogo americano di Amazon Prime Video il 6 novembre 2020, il che ha rinnovato la speculazione che potrebbe essere rinnovata per una seconda stagione.

## Trama
La serie tratta di un ragazzo, Wayne, che cerca di riprendersi indietro la vecchia auto del padre defunto, una Pontiac Firebird, sottratta da Calvin, nuovo fidanzato della madre con cui scappa quando Wayne ha soli 5 anni. Ad accompagnarlo nelle vicende c'è Del, ragazza di cui Wayne si invaghirà, che cerca un modo per cambiare la propria vita.
Partendo da Brockton a bordo di una motocicletta, si dirigono verso Ocala dove vive Maureen, madre di Wayne, insieme a Calvin e Reggie. Seguiranno le loro tracce, ognuno per ragioni diverse, anche il padre ed i fratelli di Del, una coppia di agenti della polizia di Brockton e la coppia formata da Orlando, amico di Wayne, e Tom, preside della Hagler High di Brockton.

## Personaggi ed interpreti

### Principali
- Wayne McCullough, interpretato da Mark McKenna.[5] Sedicenne disadattato che vuole riprendersi indietro la macchina sottratta al padre defunto.
- Delilah "Del" Luccetti, interpretata da Ciara Bravo.[5] Ragazza quindicenne di Brockton di cui Wayne s'innamora.

### Ricorrenti
- Joshua J. Williams: Orlando Hikes, il miglior amico di Wayne.
- Mike O'Malley: Tom Cole, preside dell'Hagler High di Brockton.
- Stephen Kearin: Stephen Geller, sergente di polizia di Brockton.
- James Earl: Jay Ganetti, ufficiale di polizia di Brockton, attivo sui social network.
- Dean Winters: Bobby Luccetti, padre alcolizzato di Del.
- Jon e Jamie Champagne: Carl e Teddy Luccetti, fratelli gemelli di Del.
- Francesco Antonio: Reggie Clay, adolescente spaccone figlio di Calvin.
- Kirk Ward: Calvin Clay, fidanzato di Maureen e padre di Reggie.
- Michaela Watkins: Maureen McNulty, madre di Wayne.

### Guest
- Ray McKinnon: Wayne McCullough Sr., padre di Wayne. (episodio 1)
- Abigail Spencer: Donna Luccetti, madre di Del. (episodio 5)
- Peyton Meyer: Bradley, diciannovenne neo-padre a cui Wayne dona la sua moto. (episodio 7)
- Derek Theler: Conan il barbaro, eroe dei fumetti di Wayne. (episodio 10)

## Episodi
| Stagione       | Episodi | Pubblicazione |
| -------------- | ------- | ------------- |
| Prima stagione | 10      | 2019          |